# الفردو مجدو
الفردو مجدو (انگلیسی: Alfredo Megido؛ زادهٔ ۲ اکتبر ۱۹۵۲) بازیکن فوتبال اهل اسپانیا است.
از باشگاه‌هایی که در آن بازی کرده‌است می‌توان به باشگاه فوتبال اسپورتینگ خیخون، باشگاه فوتبال رئال بتیس، و باشگاه فوتبال گرانادا اشاره کرد.
وی همچنین در تیم‌های ملی فوتبال Spain national amateur football team و اسپانیا بازی کرده‌است.